# Mariana Bendou
Mariana Bendou (n. 1962, Onești), este o scriitoare de origine română.

## Biografie

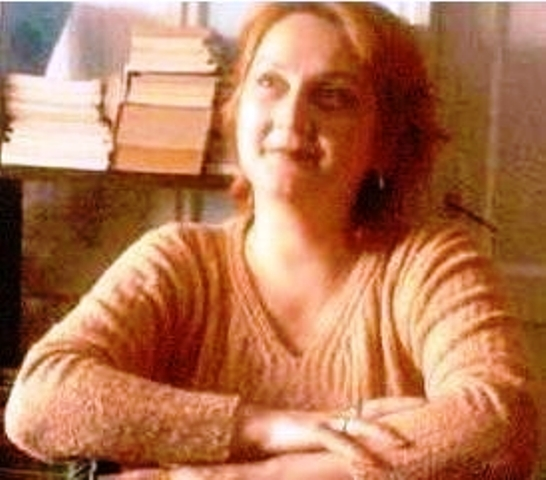
Fotografie de profil a Marianei Bendou

Debutul său literar a fost, ca autor, în anul 2009 , cu volumul bilingv (în franceză și română) „Amour Amazigh”, [Dragoste de Om Liber]. Acesta conține atât versuri inspirate de călătoriile autoarei în regiunea Kabilia din Algeria, cât și o serie de note personale despre cultura și civilizația locurilor vizitate. De atunci a publicat în mod constant (în limbile română și franceză) cărți de poezie cu tematică diversă, ori auxiliare didactice.
În anul 2011 a inițiat pe facebook un Club cultural intitulat EXPRESIA IDEII,  care avea să lanseze și promoveze ulterior noi talente literar-artistice românești din țara natală și din străinătate.
A coordonat și editat în cadrul acestui club antologii literar-artistice, care au cuprins atât autori debutanți cât și consacrați.
Autoarea s-a implicat și în alte activități culturale, inițiind și editând din anul 2012 Revista de cultură, civilizație și atitudine EXPRESIA IDEII.

## Apariții editoriale
Volume de autor
- 2009 - Amour Amazigh, [Dragoste de Om Liber], Ed.Karta.ro, Onești
- 2010 - Pierdută și Răscumpărată, Ed.Sf.Nicolae, Brăila
- 2011 - Poésies pour mon mari, [Poezii pentru soțul meu], Ed.Karta.ro, Onești
- 2012 – Florile inimii, Ed.Pim, Iași
- 2013 – À toi, poetesse!, [Ție, poeto!], Ed.Inspirescu, Satu-Mare
- 2015- “Priviri în oglinda vieții”, Editura PIM, Iași

Coautor :
- 2014- „Manifestarea culturalã a copiilor în folclorul românesc”, Editura Sf.Nicolae, Brãila; alãturi de Marian Cristian Gorun
- 2014- “în-opt-are”, Editura Karta.ro, Onești; alãturi de Daniel Cruștin

Auxiliare didactice:
- 2009- “Tourisme et Gastronomie / Turism și Gastronomie”, Ed.Karta.ro, Onești
- 2009- “Commerce / Comerț”, Ed.Karta.ro, Onești
- 2012 – “Couleurs du Bonheur / Culorile Fericirii”, Ed.Karta.ro, Onești

Antologii
- 2010 - Aspirații, Ed.Eurograph, Cluj-Napoca
- 2011 - Expresia Ideii-Fruntea cerului asudă, vol.I, Ed.Karta.ro, Onești
- 2011 - Expresia Ideii-Povestea continuă , vol.II, Ed.Karta.ro, Onești
- 2012 - Artă sfâșiată-73 poeți contemporani, Ed.Arhip Art, Sibiu
- 2012 – Starpress-Antologia scriitorilor români, contemporani din lumea întreagă, [L’anthologie des écrivains roumains contemporains de tout le monde],  Ed.Fortuna, Rm.Vâlcea
- 2012 - Expresia Ideii-Poezia culorilor”, vol.III, Ed.Karta.ro, Onești
- 2012 - Amprente Temporale, vol. II, Ed.Docucenter, Bacău
- 2013 – Expresia Ideii-Spre Tine, Doamne, vol.IV, Ed.Karta.ro, Onești
- 2013 – Onești-555 ani, broșură omagială, Ed.Karta.ro, Onești
- 2013 - Sentiment A- Poezii de iarna, cantece si colinde,  Ed. Inspirescu, Satu Mare
- 2013 - Meridiane lirice- Aripi de vis, Ed. Armonii culturale, Adjud
- 2014 - Sentiment A - Un zambet pentru fiecare copil, Braila

2014- ”STARPRESS-Limba noastrã cea românã”, Edituta Olimpios, 
- 2014- ”Iubirea dincolo de vis”, Editura Studis,
- 2014- “EXPRESIA IDEII-Poarta fluturilor”, Vol.VI, Editura Sf.Nicolae, Brãila
- 2014- “Din livada inflorita a iubirii”, Editura EMMA, Orãṣtie
- 2015 – “Ochi de luminã”, Editura Vital Prevent Edit,
- 2015 – “Ieri ca prin vis”, Editura Edithgraph, Cluj
- 2015- “EXPRESIA IDEII-Pod de dor cãtre bunici”, Vol.VII, Editura Armonii Culturale, Adjud
- 2015- “Preludii pentru fluturi”, Editura Editura Vital Prevent Edit,
- 2015 – “Parfumul clipei”, Editura Sf.Nicolae, Brãila,
- 2015- “Toamna se culeg prozele”, Editura Inspirescu, Satu Mare,
- 2016 – “Femeile cu flori roșii în pãr”, Editura Vital Prevent Edit, Timiṣoara

Alte publicații
- 2006 – Revista Porunca iubirii, Arhiepiscopia Sibiului ,Nr.1 (texte religioase)
- 2010, 2011 - Revista Faleze de piatră
- 2011 – Ziarul Națiunea, serie nouă, anul I
- 2012 – Revista  Nomen Artis, București,Nr.3,5,10,11,12,14…
- 2012, 2013 – Revista Starpress, diverse numere
- 2012, 2013 – Revista Armonii culturale
- 2012 – Revista Slova Creștină
- 2012 – Revista Literară Bucovina
- 2012 – Revista Confluențe literare
- 2013 - Revista Expresia Ideii, nr.1, 2…
- A scris prefața pentru volumele:
- 2011 - Meditații și cuvinte, autor: Vera Crăciun,  Ed.Karta.ro, Onești
- 2013 - El, Ea și…Dragostea!, autor: Marian Cristian Gorun,  Ed.Karta.ro, Onești
- 2013 - Măr copt din iubire, autor: Ștefania Pușcalău, Ed.Karta.ro, Onești
- A inițiat în anul 2013 Revista “EXPRESIA IDEII”, Editura Karta.ro, Onești pe care o și conduce

Premii:
Premiul Direcției de Culturã din Râșcani, Republica Moldova, 2012 pentru proiectul transfrontalier “EXPRESIA IDEII-Poezia culorii”, anul 2013, Premiul Bibliotecii Municipale “Radu Rossetti”, Onești, 2012, pentru colaborare și întreaga activitate depusã, Premiul III al Revistei româno-canadiano-americane STAPRPRESS, la Concursul dedicat limbii române, 2013.Premiul de onoare al Ministerului Culturii din Republica Moldova, 2015.Marele Premiu al Concursului “Art&Life”, secțiunea “Folclor pentru copii”, Japonia, 2015, Premiul II la concursul de poezie religioasã “Credo”, Reghin, 2015, Premiul UNIFERO pentru Creație literarã , Craiova , 2015.